# أنطوان روي
أنطوان روي هو محامي وسياسي فرنسي، ولد في 5 مارس 1764 في Savigny, Haute-Marne ‏ في فرنسا، وتوفي في 4 أبريل 1847 في باريس في فرنسا.

## مناصب
- انتخب وزير دولة.
- انتخب member of the Chamber of Peers ‏.
- انتخب Pair of France ‏.
- انتخب نائب فرنسي.